# Gil Scott-Heron
Gil Scott-Heron (1. dubna 1949 Chicago – 27. května 2011 New York) byl americký hudebník označovaný za kmotra rapu.

## Kariéra
Svou kariéru zahájil koncem šedesátých let a hned v roce 1970 vydal své debutové koncertní album Small Talk at 125th and Lenox; jeho první studiové album neslo název Pieces of a Man a vyšlo o rok později. V roce 1970 byl publikován jeho první román The Vulture. Své poslední album, které neslo název I'm New Here, vydal Gil Scott-Heron v roce 2010 u vydavatelství XL Recordings. Zemřel po návratu z evropského turné ve věku dvaašedesáti let.
V lednu 2012 vyšly posmrtně jeho memoáry The Last Holiday. V roce 2014 vyšlo posmrtně album Nothing New. Díky svým politicky angažovaným textům byl, přestože on sám to odmítal, označován za kmotra rapu. Byl dlouhodobě závislý na drogách a několikrát kvůli tomu byl také odsouzen k pobytu ve vězení.